# 윤희원
윤희원(1970년 1월 3일 ~ )은 대한민국의 배우 겸 모델이다.

## 출연작

### 영화
- 《원더풀 고스트》 (2018년) - 이 반장 역
- 《악의 연대기》 (2015년) - 강 차장 역
- 《장수상회》 (2015년) - 시외버스기사 역
- 《왓니껴》 (2014년) - 혜숙남편 역
- 《조선미녀삼총사》 (2014년) - 포도대장 역
- 《관상》 (2013년) - 승정원관리 역
- 《킬링타임》 (2012년) - 쌍칼 역
- 《마이 웨이》 (2011년) - 손기정 역
- 《위험한 상견례》 (2011년) - 수철 역
- 《심야의 FM》 (2010년) - 선배 앵커 역
- 《식객》 (2007년) - 경찰서 경찰 역
- 《파랑주의보》 (2005년) - 과거 만금 역
- 《웰컴 투 동막골》 (2005년) - 특수부대원 1 역
- 《태극기 휘날리며》 (2004년) - 소대장 역
- 《잠복》 (2003년) - 치한 역
- 《거울 속으로》 (2003년) - 경비원 1 역
- 《블루》 (2003년) - 잠수함 대원 역
- 《보스 상륙 작전》 (2002년) - 동방 2 역
- 《울랄라 씨스터즈》 (2002년) - 은행원 2 역
- 《2009 로스트 메모리즈》 (2002년) - 이토회관 센진 역
- 《베사메무쵸》 (2001년) - 집달관 3 역
- 《광시곡》 (2001년) - 용병 1 역
- 《7인의 새벽》 (2001년)
- 《은행나무 침대 2: 단적비연수》 (2000년) - 7인 무사 역
- 《공동경비구역 JSA》 (2000년) - 남한군 6 역
- 《섬》 (2000년) - 낚시꾼 1 역
- 《쉬리》 (1999년) - OP특공 역

### 드라마
- 《나쁜 기억 지우개》 (MBN, 2024년) - 투자자 역
- 《루갈》 (OCN, 2020년) - V 역
- 《사랑하는 은동아》 (JTBC, 2015년) - 경찰 역
- 《가면》 (SBS, 2015년) - 양준혁 검사 역
- 《가족끼리 왜 이래》 (KBS2, 2014년~2015년) - 의사 역
- 《상어》 (KBS2, 2013년)
- 《더킹 투하츠》 (MBC, 2012년) - 국회의원 역
- 《도롱뇽도사와 그림자 조작단》 (SBS, 2012년) - 형사 역
- 《빛과 그림자》 (SBS, 2011년) - 기무사 역
- 《동이》 (SBS, 2010년) - 승정원관리 역
- 《산부인과》 (SBS, 2010년) - 산부인과 의사 역
- 《민들레 가족》 (SBS, 2010년) - 과장 역
- 《미세스타운 남편이 죽었다》 (tvN, 2010년) - 변호사 역
- 《살맛납니다》 (SBS, 2009년) - 면접관 역

### 뮤직비디오
- 소울스타 - Only One For Me (2005년)